# نیروی دریایی سلطنتی نروژ
نیروی دریایی سلطنتی نروژ (نروژی: Sjøforsvaret) نیروی دریایی زیرمجموعه نیروهای مسلح نروژ است، که در سال ۱۸۱۴ تأسیس شد.